# Nématode entomopathogène

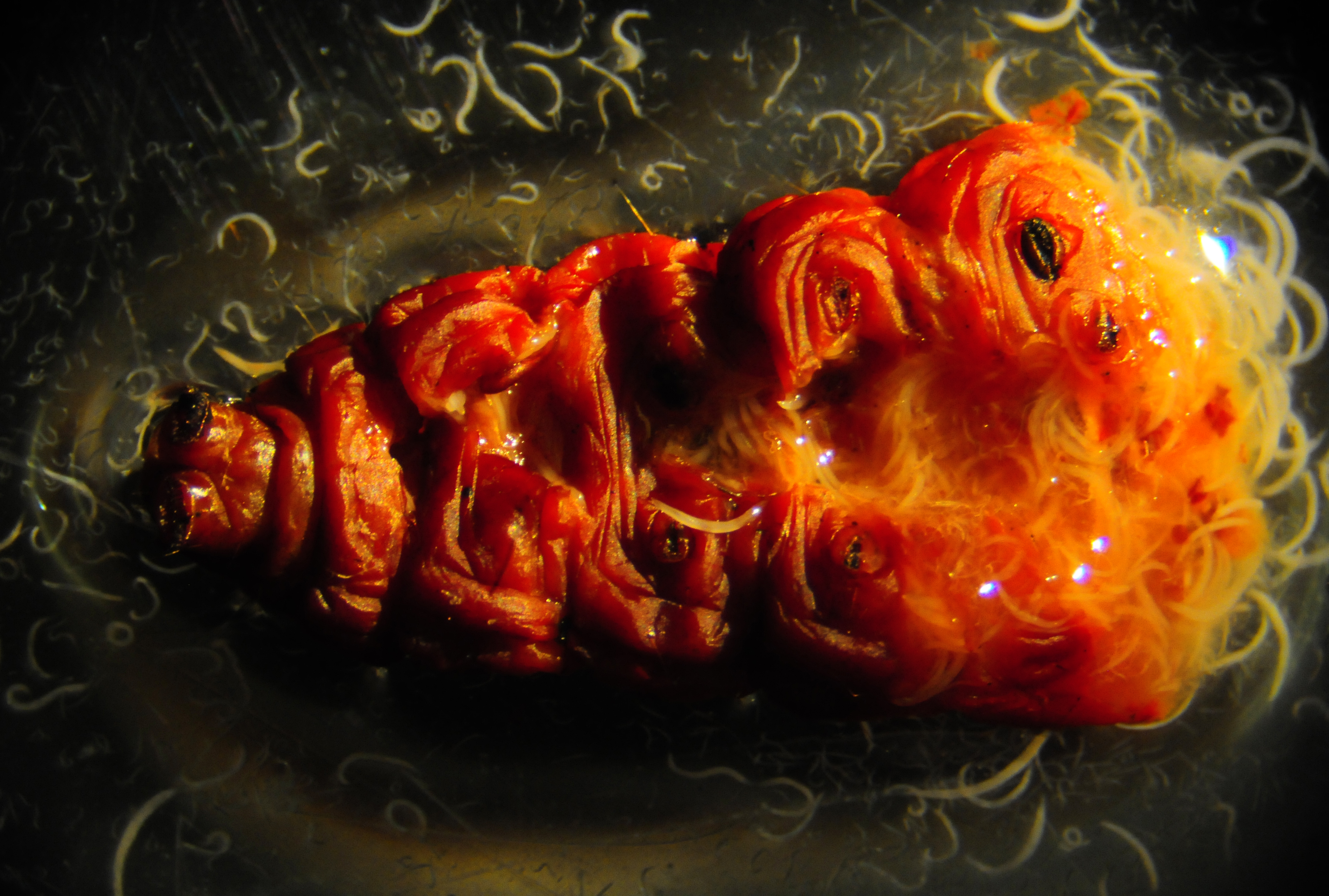
Nématodes de l'espèce Heterorhabditis bacteriophora extraits d'une larve de Fausse teigne de la cire

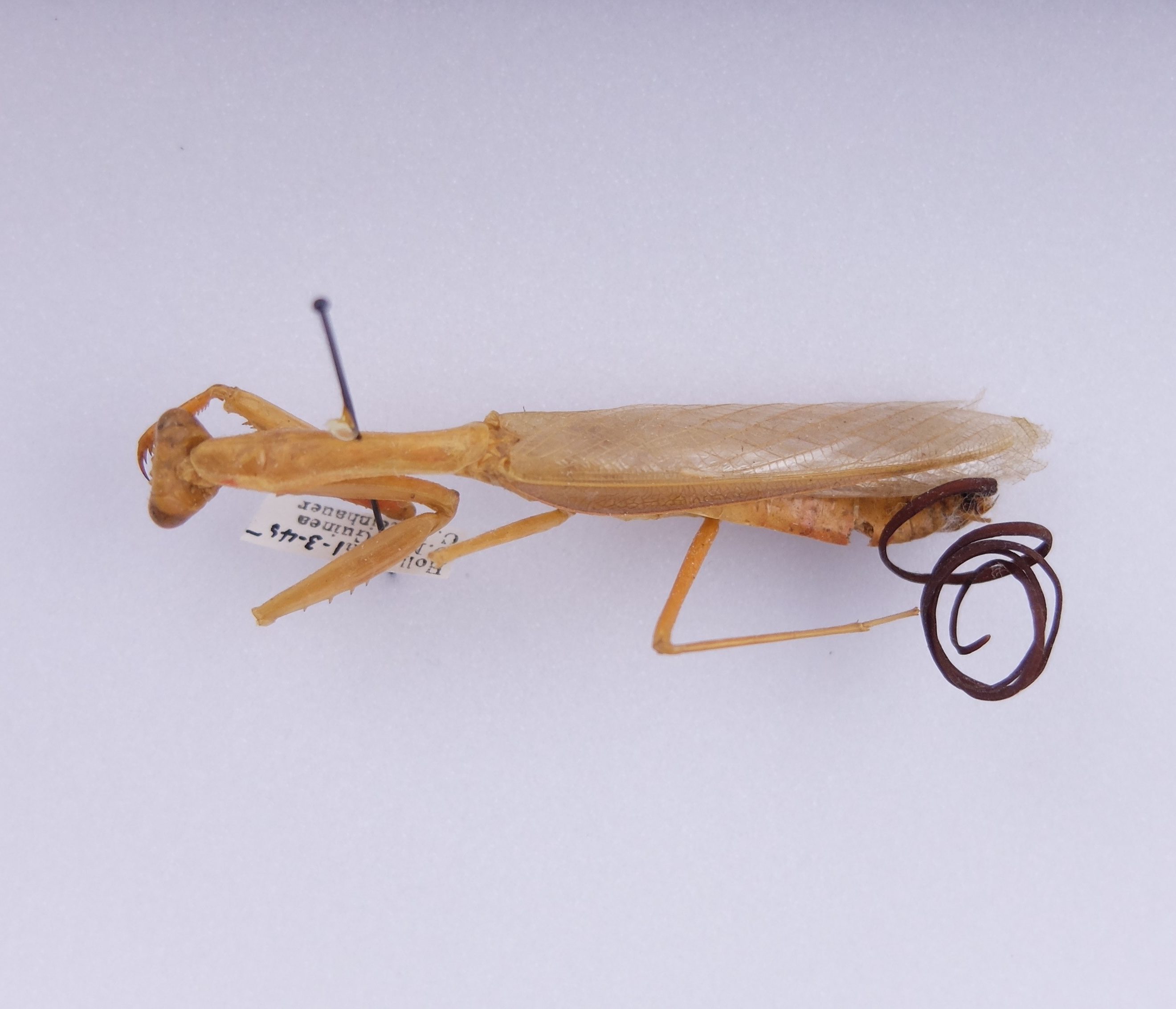
Nematomorpha indéterminé sur une Mante (USA)

Les nématodes entomopathogènes sont des organismes parasitoïdes vivant dans le sol ou dans l'eau et létaux pour les insectes, qui appartiennent au super-embranchement des Nematoidea, comprenant les embranchements des Nematoda et des Nematomorpha. 
Le terme « entomopathogène » est formé d'une racine grecque, entomon, « insecte », et du suffixe « pathogène », qui signifie « cause de maladie ». Bien que de nombreux autres nématodes parasites provoquent diverses maladies tant chez les plantes et les animaux domestiques que chez l'humain, les nématodes entomopathogènes, comme leur nom l'indique, infectent exclusivement les insectes. L'embranchement des nématomorphes, très proches des nématodes et contenant beaucoup moins d'espèces, est, quant à lui, entomopathogène obligatoire des arthropodes.
Ils vivent dans le corps de leurs hôtes, et sont donc des « endoparasites ». Ils infectent différents types d'insectes du sol, y compris les formes larvaires de lépidoptères, coléoptères et diptères, ainsi que des grillons et sauterelles adultes. Les nématomorphes ne vivent leur phase reproductrice que dans des milieux aqueux.
Les nématodes entomopathogènes ont été trouvés dans tous les continents à l'exception de l'Antarctique, et dans une vaste gamme d'habitats écologiquement variés, depuis les champs cultivés jusqu'aux déserts ; quant aux némotomorphes, ils se rencontrent dans tous les types de milieux humides, de l'eau douce à l'eau salée en passant par les terres humides et mouillées.
Les genres les plus étudiés sont ceux qui peuvent être utilisés dans la lutte biologique contre les insectes ravageurs et qui appartiennent aux familles des Steinernematidae et des Heterorhabditidae.